# 鼎好电子大厦
39°59′02″N 116°18′52″E / 39.9839092°N 116.3143349°E
鼎好电子商城是北京市海淀区中关村的一座大型电子市场。

## 概况
李忠晋是鼎好电子市场的商务总监。
鼎好电子市场中有联想集团的旗舰店, 以及星巴克在亚洲的第一千家餐厅。
应北京对中关村西区的业态调整，2019年3月28日，瑞士合眾集團與啟城投資（Ascent Real Estate Investors）與顥騰投資（Sigma Delta Partners Investment ）和中東家族財富基金等財團合作以13.4億美元的價格購入鼎好大廈，并将鼎好大厦全面转型为高端写字楼，鼎好电子商城于2020年10月结束营业，随即进入全面翻新。
目前鼎好A座已经翻新完成强势回归，而B座的翻新也在稳步进行中.